# Eckart von Pernegg
Eckart von Pernegg (* im 14. Jahrhundert; † 18. Dezember 1399) war 1393–1399 Bischof von Chiemsee.

## Leben
Eckart entstammte dem Geschlecht der Herren von Pernegg, einem Zweig der steyrischen Gundakare. Er ist als Salzburger Domherr, ab 1368 als Domkustos belegt.
Während des Großen Abendländischen Schismas stand er auf Seiten des römischen Papstes Urban VI. Damit befand er sich in Opposition zum Salzburger Erzbischofs Pilgrim II. von Puchheim, der den avignonesischen Papst Clemens VII. unterstützte. Nachdem im Städtekrieg Erzbischof Pilgrim 1387 durch Herzog Friedrich von Bayern-Landshut in Raitenhaslach gefangen gehalten wurde, gehörte Eckart zu der oppositionellen Gruppe der Domkapitulare, die nach Burghausen geflohen waren. Nach der Freilassung des Erzbischofs 1388 unterwarf sich Eckart dem Erzbischof, um vom Bann gelöst zu werden.
Nach dem Tod des Chiemseer Bischofs Georg von Neuberg ernannte Erzbischof Pilgrim von Puchheim 1393 Eckart von Pernegg zu dessen Nachfolger. 1398 stellte ihm Papst Bonifaz IX. den Salzburger Offizial und Generalvikar Engelmar Chrel als Koadjutor zur Seite. Ein Jahr später starb Eckart. Sein Bestattungsort ist nicht überliefert. Nachfolger im Bischofsamt wurde Engelmar Chrel.